# Gaston Bruneton
Pour les articles homonymes, voir Bruneton.
 (janvier 2015).
Gaston Bruneton (1882-1961) est un ingénieur français et une personnalité importante de la Collaboration. Il était responsable en Allemagne de l’action sociale auprès des travailleurs civils français volontaires, puis des requis du service du travail obligatoire (STO).
Nommé par le régime de Vichy commissaire à l’« action sociale » auprès des travailleurs français exilés, il assuma cette tâche de mars 1942 à avril 1945, en symbiose très étroite avec les organisations allemandes. La Délégation officielle (DOF) de ses services en Allemagne était en effet partie intégrante du Front du travail allemand (Deutsche Arbeitsfront, DAF), pilier du corporatisme national-socialiste, dirigé par le Dr Robert Ley. La « mission Bruneton » occupait souvent les mêmes immeubles que le DAF.

## Biographie

### D’une guerre mondiale à l’autre
Il naquit le 16 juillet 1882 à Niederbronn (en Alsace-Lorraine, alors dans l'Empire allemand ; aujourd’hui dans le département français du Bas-Rhin en Alsace), où son père était directeur général des Ateliers et Forges du Bas-Rhin (De Dietrich). À 6 ans il quitta l’Alsace pour Saint-Cloud, près Paris, où son père s’était retiré.
Sa famille paternelle (dont le nom fut tour à tour « de Salve » puis « de Salve de Bruneton » et enfin « Bruneton », était originaire de Valensole en Provence. Elle devint protestante au XVIIe siècle et vécut dès lors en Languedoc, à Vergèze principalement. Son père fut le premier à s’installer hors du Midi.
Sa famille maternelle (Vernes) était originaire du Vivarais. Protestante, elle émigra en Suisse, au début du XVIIIe siècle. Revenue en France sous Louis XVI, elle devait s’illustrer principalement dans la banque.
En 1903, il sort, comme ingénieur, de l’École centrale des arts et manufactures. Il participe ensuite à la construction du chemin de fer du Yunnan (entre l'Indochine et la Chine) et collabore à la Compagnie des phosphates et des chemins de fer de Gafsa en Tunisie. 
Par la suite il dirigera, en association avec M. Harlé, un cabinet de conseil en propriété industrielle et diplômes d’invention, à Paris.
Le 30 mai 1908, il épousa à Paris 8e sa cousine Jeanne Sautter (1888-1973), fille d’Emmanuel Sautter (1862-1933), fondateur en janvier 1915 des Foyers du Soldat de l’Union Franco-Américaine.
Il participa à la guerre de 1914-1918, comme officier d’artillerie et la termina chef d’escadron, officier de la Légion d’honneur et titulaire de la Croix de guerre (avec 7 citations).
Il s’engagea activement dans le scoutisme protestant (Éclaireurs unionistes de France), comme commissaire régional pour le département de la Seine de 1923 à 1925 et commissaire de secteur pour la Seine-Nord de 1928 à 1930.
Fin 1939, les cabinets d’ingénieurs-conseils marchant au ralenti, il entra comme ingénieur dans l’usine de son frère Jean (Bruneton Morin Schmid, Constructions en fer et en bois).

### La Collaboration
En juillet 1940, Bruneton qui était entré au conseil d'administration de l'entreprise de son frère se rend à l'état-major allemand de Paris et obtient une avance pour le revêtement d'aérodromes destinés à la Luftwaffe.
Tout aussi précocement, il se passionna pour le sort des travailleurs volontaires partis s’embaucher en Allemagne. Il milita pour la création d’un organisme spécialisé chargé de les encadrer et de leur apporter un soutien social. Ses efforts aboutissent avec l’aide notamment de Jacques Benoist-Méchin. Le 6 avril 1942 il est nommé chef du Service de la main-d’œuvre française en Allemagne, institué le 20 mars par le gouvernement de Vichy.
Le 6 février 1943, ce Service devient Commissariat général à la main-d'œuvre française en Allemagne et il en est Commissaire général. Or le nombre de ressortissants de ce commissariat va brusquement exploser avec l’institution du service du travail obligatoire (STO) par les lois du 4 septembre 1942 et 16 février 1943.
Bruneton approuva la mobilisation forcée de la main-d'œuvre au service de la machine de guerre hitlérienne et fut un des relais de l’immense campagne de propagande officielle visant à y faire consentir les victimes. Il exerça sur les STO permissionnaires le chantage moral par lequel celui qui restait clandestinement en France au lieu de repartir privait de permission trois de ses camarades nommément désignés[réf. nécessaire].
Une loi du 1er janvier 1944 changea la dénomination en Commissariat général à l’action sociale pour les travailleurs français en Allemagne.
Parallèlement, en mai 1943, des accords avec Berlin permettaient de monter la Délégation officielle française (DOF) près du Deutsche Arbeitsfront (DAF). Juridiquement indépendante du Commissariat Bruneton, la DOF était partie intégrante de cette institution corporatiste nazie, chargée depuis 1933 d’encadrer les travailleurs - ainsi que de les endoctriner et de les surveiller. La DOF avait ses représentants au niveau de chaque Gau et de chaque Kreis du Grand Reich, avec un siège central à Berlin. Ses locaux étaient fréquemment les mêmes que ceux du DAF.
Apolitique, Il était membre dès 1940 du Groupe Collaboration et du Cercle européen.
Dans sa maîtrise, Patrice Arnaud affirme que la préoccupation sociale n’était qu’une partie de l'encadrement (Betreuung) des travailleurs français en Allemagne mis en place par Bruneton et sa Délégation : d'autres projets, sous couvert d'action culturelle, recouvraient le désir d'amener ces Français à partager les valeurs de la révolution nationale pétainiste, voire, après le congrès de Dresde d'avril 1944, d'inciter les Français à porter un regard positif sur les succès de l'Allemagne nationale-socialiste. Les membres les plus collaborationnistes de la délégation comme Jean Gaston, Raymond Paul Magne ou Guy Bernier ne répugnaient pas à signer des articles très engagés en faveur d'une cobelligérance dans les journaux français paraissant en Allemagne comme la Voix française. Les succès concrets de la mission Bruneton sont restés limités, comme l'envoi de vêtements (surnommés « tailleurs Brunette » ou « costume Bruneton » par les requis) ou l'organisation de pouponnières pour les nouveau-nés de Françaises volontaires.
Le plus souvent coupée de la vie réelle des requis du STO, la Délégation Bruneton fonctionna comme une machine administrative de plus en plus lourde et bureaucratisée - en 1944, ses effectifs avaient triplé pour atteindre 938 personnes, sans que l'efficacité suive. Bien que Bruneton ait tenté constamment d'imposer l'allégeance absolue à sa propre personne et à ses seuls ordres, le recrutement de la Délégation resta baroque, et la règle fut plutôt aux rivalités de personnes et de services ou aux divisions politiques intestines. Elle vit passer dans ses rangs aussi bien des collaborationnistes et des membres de la Milice de Darnand que des « vichysto-résistants ». Ces derniers, souvent issus de la mission des Chantiers de la Jeunesse en Allemagne, virent un certain nombre des leurs arrêtés par la Gestapo.
Attaché intensément à la personne du maréchal Pétain par une vénération quelque peu exaltée et souvent qualifiée de « mystique » par les contemporains et les historiens, il lui rendit visite à Sigmaringen en septembre 1944, et obtint de lui l'encouragement écrit à poursuivre sa mission « sociale » auprès des travailleurs civils français. Ses derniers mois d'activité en Allemagne furent marqués par un long bras de fer avec Marcel Déat, ministre collaborationniste du Travail, qui ambitionnait de mettre la main sur son service et sur les centaines de milliers de Français qui en ressortissaient. En mars 1945, Bruneton fit savoir son ralliement au « Comité de Libération » que Jacques Doriot avait mis en place sur l'île de Mainau à Constance avec l'appui des nazis.
Le 29 avril 1945, Bruneton se constitua prisonnier entre les mains d'un Comité d'action d'anciens déportés, auquel il transmit ce qui lui restait encore comme autorité, en plein Berlin assailli par l'Armée rouge. Il fut incarcéré à la prison de Fresnes à son retour en France, en attendant son procès pour collaboration.

### L’épuration et ensuite
Jugé en juillet 1948 par la Haute Cour de justice, il fut condamné à 4 ans et demi de prison et 10 ans d’indignité nationale. Il fut pris d’une syncope à l’énoncé du verdict. Il est cependant libéré peu après, et reprend son travail d’ingénieur conseil en propriété industrielle qu’il exercera jusqu’à ses derniers jours.
Gaston Bruneton meurt dans le VIIe arrondissement de Paris le 17 décembre 1961, à 79 ans.

## Distinctions
- Ordre de la Francisque